# Croce di merito della Croce Rossa (Austria)
La croce di merito della Croce Rossa fu una decorazione della Croce Rossa concessa nell'ambito dell'Impero austro-ungarico.

## Storia
La decorazione venne creata per merito dell'imperatore Francesco Giuseppe d'Austria il 17 agosto 1914  in occasione del 50º anniversario della convenzione di Ginevra. Essa era destinata a ricompensare quanti avessero reso servizi lodevoli nel campo del supporto volontario alla Croce Rossa austriaca in pace o in guerra.

## Classi
La medaglia ha sei classi distinte:
- stella
- croce di I classe
- croce da ufficiale
- croce di II classe
- medaglia d'argento
- medaglia di bronzo

Le quattro classi più alte potevano essere concesse anche con l'aggiunta delle decorazioni di guerra in caso di servizio reso sul campo di battaglia. Le tre classi più alte venivano concesse in ambito militare unicamente agli ufficiali.

## Distintivo
La  medaglia consiste in una croce patente realizzata in argento col braccio inferiore più lungo. La croce è dipinta di rosso e bordata di bianco ed al centro riporta un medaglione bianco smaltato avente al centro una croce greca rossa, simbolo della Croce Rossa internazionale. Attorno al medaglione centrale si trova un anello smaltato di rosso avente la scritta dorata "HUMANITATI AC PATRIAE" (patria e umanità). Sul retro del medaglione si trovano due date in oro, "1864" e "1914" per ricordare appunto l'anniversario di istituzione.
La  stella consiste in una decorazione come per la medaglia ma a mo' di placca da petto, dalla quale però si dipartono dei bracci argentati dagli angoli della croce stessa.
Entrambe le decorazioni potevano essere assegnate con le decorazioni di guerra, ovvero con una corona di quercia smaltata di verde a foglie che attraversava i bracci della croce.
La  medaglia era di forma ovale e presentava sul diritto due angeli fluttuanti su una nuvola con uno scudo smaltato di bianco al centro riportante una croce rossa. Sopra lo scudo si trovava una stella splendente a cinque punti e sotto i due angeli si trovava la scritta "HUMANITATI AC PATRIAE" (patria e umanità). Il retro della medaglia era liscio, ma alcuni esemplari vi ponevano le date "1864" e "1914" mentre altri vi apponevano il nome dell'insignito.